# Carl Binz
Carl Binz, född 1 juli 1832 i Bernkastel-Kues, död 11 januari 1913 i Bonn, var en tysk läkare och farmakolog.
Binz blev 1862 docent vid Bonns universitet samt 1868 e.o. professor och var 1873–1908 ordinarie professor i farmakologi vid nämnda universitet, där han 1869 grundlade en farmakologisk institution. Dels själv, dels genom sina många lärjungar bearbetade han en mängd frågor inom sin vetenskap, bland annat dem om kininets, alkoholens, fosforns och arsenikens verkningssätt. Hans strävan gick ut på att enkelt fysikaliskt och kemiskt förklara läkemedlens och gifternas verkningar. Som lärare utövade han stort inflytande, bland annat genom sina läroböcker, som utkom i en mängd upplagor, till exempel Grundzüge der Arzneimittellehre (1886). Förutom facklitteratur skrev han bland annat Doctor J. Weyer, der erste Bekämpfer des Hexenwahns (andra upplagan 1896).